# الصاعق (الأسلحة النارية)
الصاعق أو فتيل الطلقة في خرطوشة الأسلحة النارية والمدفعية، هو المادة الكيميائية والجزء المسؤول عن بدء احتراق البارود الذي سيدفع المقذوفات خارج سبطانة المسدس أو البندقية أو المدفع.
في بنادق البارود القديمة مثل البنادق ذات الفوهة الأمامية، كان الصاعق عبارة عن نفس البارود لكن في شكل مسحوق أدق، حيث يمكن إشعاله بواسطة مصدر اشتعال مثل عود ثقاب بطيء أو صوان، ويتم توصيل هذا المسحوق الخارجي من خلال فتحة صغيرة في الجزء الخلفي من سبطانة البندقية والتي تؤدي إلى الشرارة الرئيسة داخل السبطانة. نظرًا لأن البارود لن يحترق عندما يكون مبللاً، فقد جعل هذا من الصعب أو حتى المستحيل إطلاق هذه الأنواع من الأسلحة في الظروف الممطرة أو الرطبة.
على النقيض من ذلك، فإن الصواعق الحديثة أكثر تخصصًا وتميزًا وهي من نوعين، تلك التي تستخدم مواد كيميائية حساسة للصدمات، وتلك التي تعتمد على المواد الكيميائية التي يتم إشعالها بنبضة كهربائية.
في الأسلحة الأصغر حجمًا، يكون البادئ عادةً من النوع الأول ومُدمجًا في قاعدة الخرطوشة. تشمل الأمثلة خراطيش المسدس وخراطيش البندقية وقذائف البندقية. في المقابل تستخدم قطع المدفعية الأكبر حجمًا عادةً الصاعق الكهربائي في المدفعية، غالبًا ما تكون الصواعق مكونًا منفصلاً.